# 다당제 민주운동
다당제 민주운동(영어: Movement for Multi-party Democracy), 또는 새희망 MMD는 잠비아의 정당이다. 본디 전 정권의 축출을 지지하는 차원에서 창당되었으나, 프레더릭 칠루바가 대통령이자 당 대표였던 1991년부터 2001년까지 원내 의석의 3분의 2 이상을 장악했다. 1991년 선거에서의 승리는 케네스 카운다와 그의 통일국민독립당(UNIP)의 27년 장기집권의 막을 내렸으며, 이후 2011년 9월 총선까지 잠비아 정계를 주도했다.